# Жулио Сезар
Жулио Сезар Соареш Еспиндола (на португалски: Júlio César Soares de Espíndola), по-известен само като Жулио Сезар, е бивш бразилски футболист, играещ на пост вратар. Считан е за един от най-добрите вратари в света.

### Постижения
Клубно равнище
Фламенго
- Рио де Жанейро Щатска Лига: 1999, 2000, 2001, 2004
- Купа на Бразилия: 2001
- Купа на Рио: 2000
- Трофей Гуанабара: 1999, 2001, 2004

Интер
- Серия А (5): 2005-06, 2006-07, 2007-08, 2008-09, 2009-10
- Купа на Италия (3): 2005-06, 2009-10, 2010-11
- Суперкупа на Италия (4): 2005, 2006, 2008, 2010
- УЕФА Шампионска лига (1): 2009-10
- Световно клубно първенство (1): 2010

Международно равнище
Бразилия
- Копа Америка (1): 2004
- Купа на конфедерациите (2): 2009, 2013

Индивидуално равнище
- Вратар на годината на Серия А (2): 2008-09, 2009-10
- Вратар на годината на УЕФА (1): 2009-10